# Unaldo I d'Aquitania
Unaldo o anche Hunaldo (... – Pavia, 774) è stato un nobile e generale franco, duca d'Aquitania e di Guascogna dal 735 al 745.

## Origine
Era figlio del duca d'Aquitania e di Guascogna Oddone I e di sua moglie Valtrude, figlia di Walchiso (figlio di Arnolfo di Metz).

## Biografia
Suo padre, Oddone morì nel 735. La data è confermata dagli Annales Francorum Ludovici Dufour che precisano che in quello stesso anno Carlo Martello aveva invaso la Vasconia, mentre l'Ex Chronico Sigeberti monachi precisa che Oddone I perse il ducato e la vita, combattendo contro Carlo Martello in Vasconia. Unaldo, in quanto primogenito, successe al padre Oddone I, nei titoli di duca d'Aquitania e duca di Guascogna, continuando la politica paterna di ritenersi indipendente dai regni Franchi .
L'anno dopo (736), il maggiordomo di palazzo di tutti i regni dei Franchi, d'Austrasia, di Burgundia e di Neustria, Carlo Martello, attraversò la Loira e, combattendo Unaldo ed il fratello Hattone, giunse alla Garonna, conquistò la città di Bordeaux, il castello di Blavia, e, dopo aver catturato e imprigionato Hattone, riuscì a soggiogare tutta la regione e ad impossessarsene. Concesse però che il ducato fosse governato dal figlio di Oddone I, Unaldo, che promise fedeltà a Carlo e ai suoi figli, Carlomanno e Pipino III detto il Breve. Il patto fu mantenuto sino alla morte di Carlo Martello.
Ma, alla fine del 741, alla morte di Carlo Martello, Unaldo si dichiarò nuovamente indipendente; allora l'anno seguente (742), i figli di Carlo Martello, Carlomanno e Pipino, radunato l'esercito e passata la Loira ad Aurelianis, l'attuale Orléans, giunsero a Beturigas, l'attuale Bourges, che diedero alle fiamme. Proseguendo, sconfissero Unaldo e lo costrinsero a darsi alla fuga e durante l'inseguimento, conquistarono il castello e la città di Lucas, l'attuale Loches, risparmiando gli abitanti. Poi i due fratelli si divisero le prede e gli ostaggi.
Nel 743, Unaldo attraversò la Loira, conquistò e bruciò Carnotis, l'attuale Chartres. I figli di Carlo Martello, Pipino e Carlomanno, nel 744, memori dell'ingiuria di Unaldo, reagirono, passarono la Loira e posero il campo in Aquitania.
Unaldo vedendo che non poteva resistere ai suoi avversari decise di abdicare, ma, prima di abdicare si fece raggiungere da suo fratello, Hattone, il conte di Poitiers, che si trovava appunto a Poitiers, e, per punirlo per il fatto che si era schierato con Pipino e Carlomanno lo fece accecare e rinchiudere in una prigione segreta; per le conseguenze dell'accecamento però Hattone morì.
Nel 745, l'Aquitania si ribellò ancora una volta, e Carlomanno radunò l'esercito sulle sponde della Loira. Allora Unaldo, ottenuta la pace, deposta la corona ducale, si ritirò nell'isola di Radis, l'attuale Ile de Ré, dove si fece monaco, lasciando i titoli al figlio Guaiferio. Probabilmente lasciò veramente il ducato solo nel 748.
Alla morte del re dei Franchi, Pipino, nel 768, sembra che l'Unaldo che guidò la ribellione dell'Aquitania poi repressa da Carlo Magno e dal fratello Carlomanno, fosse proprio lui. Altri sostengono che fosse il nipote, Unaldo.
Secondo il sacerdote e storico della Guascogna, Jean-Justin Monlezun, dopo essere stato accolto dal duca di Guascogna, Lupo II d'Aquitania (molto probabilmente suo nipote in quanto figlio di suo fratello Hattone), si rifugiò in Italia presso i Longobardi, trovando accoglienza presso re Desiderio a Pavia, dove trovò la morte, nel 774, durante l'assedio della città posto da Carlo Magno. La leggenda narra che forse fu lapidato dagli abitanti di Pavia in quanto Unaldo era contrario alla resa della città.

## Discendenza
Della moglie di Unaldo non si conoscono né il nome né gli ascendenti, è solo citata, come madre di Guaiferio, dagli Annales Mettenses:
- Guaiferio (?-768), duca d'Aquitania e duca di Guascogna
- una figlia di cui si ha notizia dagli Annales Mettenses[14].

## Ascendenza
|                       |   |          | Genitori |  |  | Nonni |  |  | Bisnonni     |  |  | Trisnonni   |  |
|                       |   |          |          |  |  |       |  |  | Cariberto II |  |  | Clotario II |  |
|                       |   |          |          |  |  |       |  |  | Cariberto II |  |  | Clotario II |  |
|                       |   | Sichilde |          |  |  |       |  |  | Cariberto II |  |  |             |  |
| Boggio d'Aquitania    |   |          |          |  |  |       |  |  | Cariberto II |  |  |             |  |
|                       |   | …        | …        |  |  |       |  |  |              |  |  |             |  |
|                       |   | …        | …        |  |  |       |  |  |              |  |  |             |  |
|                       |   | …        | …        |  |  |       |  |  |              |  |  |             |  |
| Oddone I d'Aquitania  |   | …        |          |  |  |       |  |  |              |  |  |             |  |
|                       |   | …        | …        |  |  |       |  |  |              |  |  |             |  |
|                       |   | …        | …        |  |  |       |  |  |              |  |  |             |  |
|                       |   | …        | …        |  |  |       |  |  |              |  |  |             |  |
| Oda                   |   | …        |          |  |  |       |  |  |              |  |  |             |  |
|                       |   | …        | …        |  |  |       |  |  |              |  |  |             |  |
|                       |   | …        | …        |  |  |       |  |  |              |  |  |             |  |
|                       |   | …        | …        |  |  |       |  |  |              |  |  |             |  |
| Unaldo I di Aquitania |   | …        |          |  |  |       |  |  |              |  |  |             |  |
|                       | … | …        |          |  |  |       |  |  |              |  |  |             |  |
|                       | … | …        |          |  |  |       |  |  |              |  |  |             |  |
|                       | … | …        |          |  |  |       |  |  |              |  |  |             |  |
| Walchisio             | … |          |          |  |  |       |  |  |              |  |  |             |  |
|                       |   | …        | …        |  |  |       |  |  |              |  |  |             |  |
|                       |   | …        | …        |  |  |       |  |  |              |  |  |             |  |
|                       |   | …        | …        |  |  |       |  |  |              |  |  |             |  |
| Valtrude              |   | …        |          |  |  |       |  |  |              |  |  |             |  |
|                       |   | …        | …        |  |  |       |  |  |              |  |  |             |  |
|                       |   | …        | …        |  |  |       |  |  |              |  |  |             |  |
|                       |   | …        | …        |  |  |       |  |  |              |  |  |             |  |
| …                     |   | …        |          |  |  |       |  |  |              |  |  |             |  |
|                       |   | …        | …        |  |  |       |  |  |              |  |  |             |  |
|                       |   | …        | …        |  |  |       |  |  |              |  |  |             |  |
|                       |   | …        | …        |  |  |       |  |  |              |  |  |             |  |
|                       |   | …        |          |  |  |       |  |  |              |  |  |             |  |

### Fonti primarie
- (LA)  Fredegario, FREDEGARII SCHOLASTICI CHRONICUM CUM SUIS CONTINUATORIBUS, SIVE APPENDIX AD SANCTI GREGORII EPISCOPI TURONENSIS HISTORIAM FRANCORUM.
- (LA)  Annales Mettenses Priores.
- (LA)  Monumenta Germanica Historica, tomus primus.
- (LA)  Rerum Gallicarum et Francicarum Scriptores, tomus tertius.
- (LA)  Annales Regni Francorum.

### Letteratura storiografica
- Christian Pfister, La Gallia sotto i Franchi merovingi. Vicende storiche, in Storia del mondo medievale - Vol. I, Cambridge, Cambridge University Press, 1978,  pp. 688-711.
- Gerhard Seeliger, Conquiste e incoronazione a imperatore di Carlomagno, in Storia del mondo medievale - Vol. II, Cambridge, Cambridge University Press, 1979,  pp. 358-396.